# 1981 UP25
1981 UP25 är en asteroid i huvudbältet som upptäcktes den 25 oktober 1981 av den amerikanska astronomen Schelte J. Bus vid Palomar-observatoriet.